# 福島印刷
福島印刷株式会社（ふくしまいんさつ、Fukushima Printing Co., Ltd.）は、石川県金沢市佐奇森町に本社を置く印刷会社である。名古屋証券取引所メイン市場単独上場銘柄である。

## 沿革
- 1928年（昭和3年）3月8日 - 創業[1]。
- 1952年（昭和27年）9月10日 - 会社設立[2]。
- 1966年（昭和41年）7月 - 加越印刷株式会社を吸収合併[2]。
- 1997年（平成9年）5月 - 名古屋証券取引所市場第二部に上場[2]。